# Törnskatsläktet
Törnskatsläktet (Lanius) är ett fågelsläkte av ordningen tättingar i familjen törnskator. Den absoluta merparten av törnskatorna placeras i detta släkte.

## Utseende
Dessa fåglar har en stark, hoptryckt näbb. Den övre näbbhalvan hakformigt nedböjd ute i spetsen så att den går över den kortare underkäken och bakom spetsen är näbben försedd med en skarp, tandformig flik. Munvinklarna är kantade med styva borst. De har kraftiga ben och tarsen är baktill täckt av längsskenor och tvärsköldar framtill. Vingarna är medelstora och stjärten är vanligen lång och mer eller mindre avrundad. Könen hos merparten av arterna är olika där hanen bär en ljusare och mer konrastrikt fjäderdräkt.

## Utbredning
Merparten av arterna i detta släkte förekommer i Eurasien och Afrika men varfågeln (Lanius excubitor) har en cirkumpolär utbredning och amerikansk törnskata (Lanius ludovicianus) förekommer endast i Nordamerika. Ingen art ur detta släkte, eller ens ur familjen törnskator förekommer i Sydamerika eller Australien.
Arterna som lever i norr eller i tempererade områden, som varfågel och törnskata (L. collurio) är flyttfåglar.

### Förekomst i Sverige
Varfågel och törnskata är de enda två arter som häckar i Sverige. Utöver detta har även arterna brun törnskata (L. cristatus), isabellatörnskata (L. isabellinus), turkestantörnskata (L. phoenicuroides), rostgumpad törnskata (L. schach), svartpannad törnskata (L. minor), ökenvarfågel (L. elegans), rödhuvad törnskata (L. senator) och masktörnskata (L. nubicus) observerats i Sverige.

## Biotop, beteende och föda
Törnskatorna i Lanius förekommer i det öppna landskapet och ses ofta sittande upprätt i en trädtopp eller på en stolpe spanande efter byten.
De lever ensamma förutom vid häckningstid och är starkt revirhävdande. De fångar sina byten i luften eller på marken och släktets huvudföda är större insekter, men de tar också mindre fåglar, kräldjur och däggdjur. På vinterna är huvudfödan för de större nordliga arterna, exempelvis varfågeln ryggradsdjur. De samlar förråd av mat. Mindre djur sätter de fast på taggarna av buskar medan större byten sätts fast i grenklykor.

## Häckning
Boet placeras i en tät buske. Honan ruvar ensam äggen och hanen förser henne under tiden med mat. Efter kläckningen tar båda föräldrana hand om ungarna.

## Namn
Släktets vetenskapliga namn kommer från latinets lanius vilket betyder "slaktare".

## Taxonomi

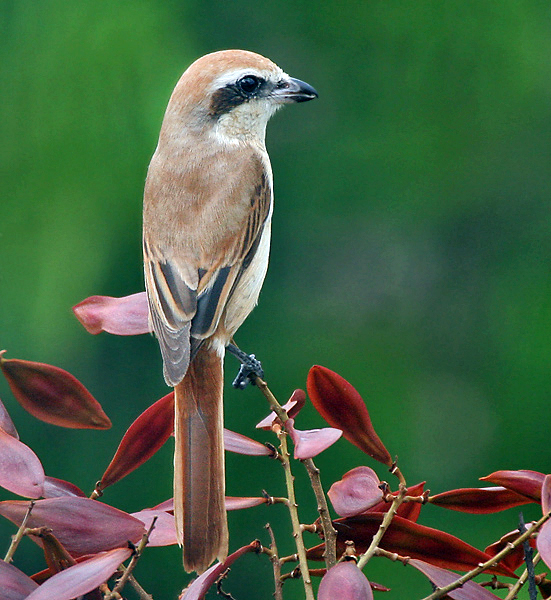
Brun törnskata (Lanius cristatus). Adult hane fotograferad i Västbengalen, Indien.

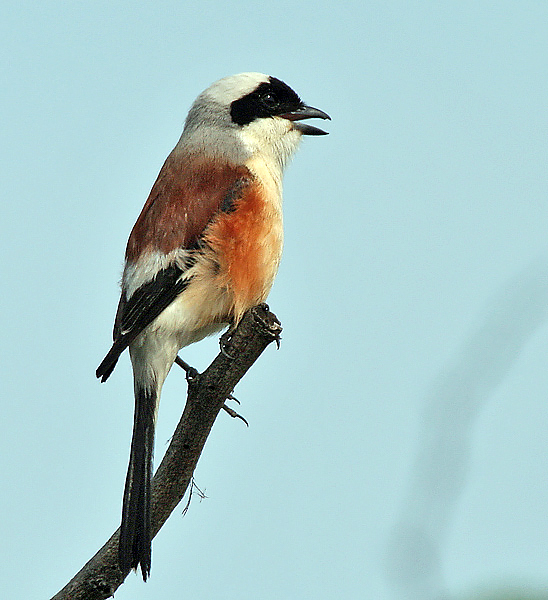
Indisk törnskata (Lanius vittatus). Adult hane fotograferad i Sultanpur National Park i Indien.

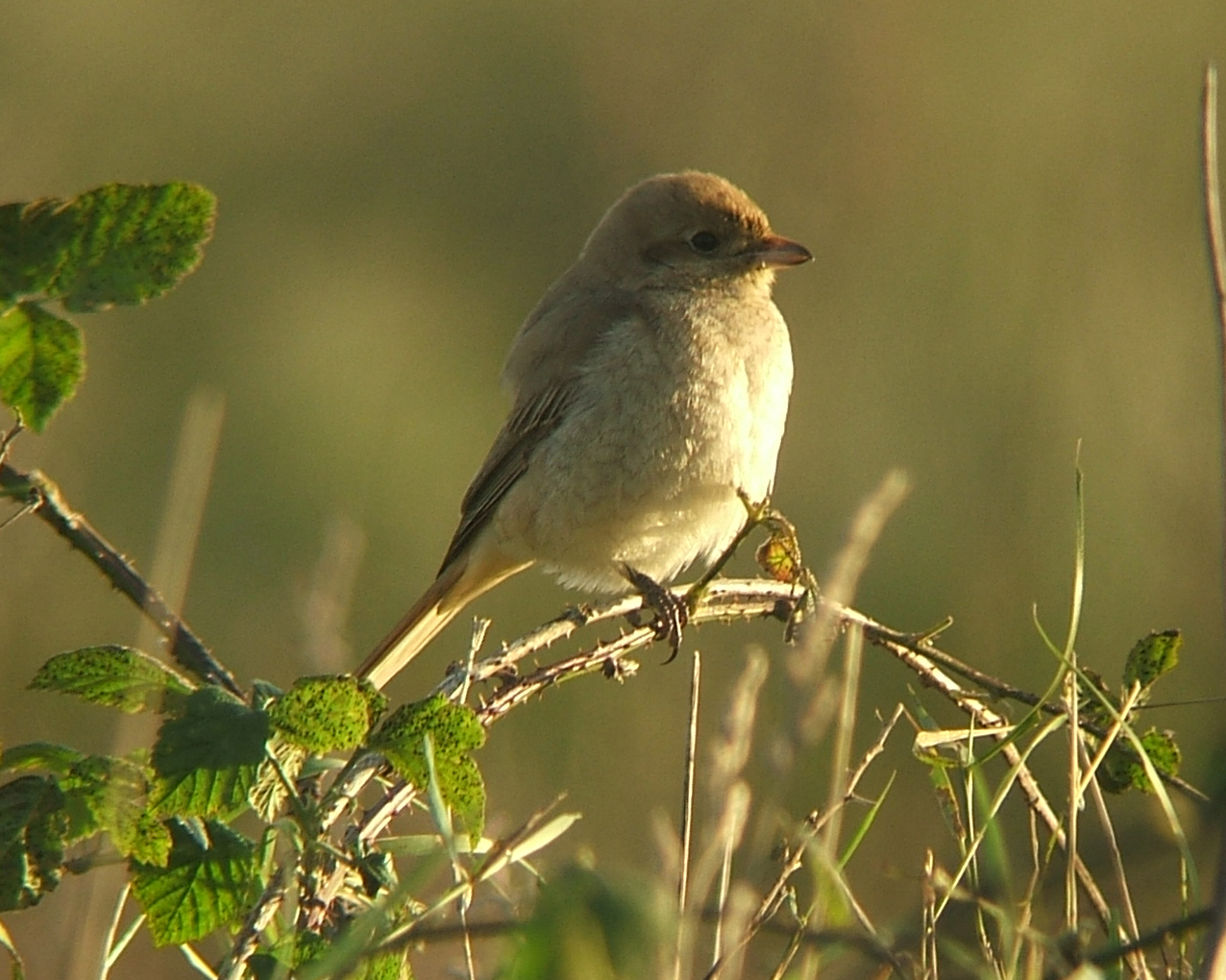
Isabellatörnskata (Lanius isabellinus). Juvenil fotograferad i Cresswell Pond, Northumberland, UK den 30 oktober 2006.

Artgränserna inom släktet är komplicerade och under diskussion, numera framför allt bland varfåglarna men tidigare även kring törnskatan (Lanius collurio) och dess närmaste släktingar. Följande systematik och artuppdelning följer International Ornithological Congress, med kommentarer om avvikelser:
- Gulnäbbad törnskata (Lanius corvinus) – tidigare i Urolestes
- Skattörnskata (Lanius melanoleucus) – tidigare i Corvinella
- Långstjärtad törnskata (Lanius cabanisi)
- Gråryggig törnskata (Lanius excubitoroides)
- Taitatörnskata (Lanius dorsalis)
- Varfågel (Lanius excubitor)
  - Ökenvarfågel (Lanius [e.] elegans) – behandlas vanligen som del av excubitor men bryts ut av Birdlife Sverige som egen art; placerades tidigare i meridionalis med det svenska namnet ökenvarfågel eller sydlig varfågel
- Somaliatörnskata (Lanius somalicus)
- Amerikansk törnskata (Lanius ludovicianus)
- Jättevarfågel (Lanius giganteus)
- Kinesisk varfågel (Lanius sphenocercus)
- Iberisk varfågel (Lanius meridionalis) – behandlades tidigare som inkluderande elegans under namnet ökenvarfågel eller sydlig varfågel, före det underart till L. excubitor
- Beringvarfågel (Lanius borealis)
- Masktörnskata (Lanius nubicus)
- Sãotométörnskata (Lanius newtoni)
- Nordlig fiskaltörnskata (Lanius humeralis) – behandlades tidigare som underart till collaris och vissa gör det fortfarande
- Saheltörnskata (Lanius gubernator)
- Svartvingad törnskata (Lanius mackinnoni)
- Miombotörnskata (Lanius souzae)
- Sydlig fiskaltörnskata (Lanius collaris)
- Svartpannad törnskata (Lanius minor)
- Rödhuvad törnskata (Lanius senator)
- Kastanjeryggig törnskata (Lanius collurioides)
- Tigertörnskata (Lanius tigrinus)
- Indisk törnskata (Lanius vittatus)
- Isabellatörnskata (Lanius isabellinus)
- Törnskata (Lanius collurio)
- Turkestantörnskata (Lanius phoenicuroides)
- Filippintörnskata (Lanius validirostris)
- Brun törnskata (Lanius cristatus)
- Rosthuvad törnskata (Lanius bucephalus)
- Rostgumpad törnskata (Lanius schach)
- Himalayatörnskata (Lanius tephronotus)